# Deutsche Jugendkraft (Allemagne)
Le mouvement Deutsche Jugendkraft (DJK) est la fédération sportive allemande d'obédience catholique refondée en 1945 après sa dissolution en 1935 par le régime nazi.

## Description
La DJK-Sportverband regroupe près de 530 000 membres, répartis dans plus de 1 200 clubs. Elle est ouverte à toute personne qui en partage les objectifs. Depuis 2004, son président est Volker Monnerjahn. Les trois lettres majuscules DJK (Deutsche Jugendkraft) se traduisent par : Puissance de la jeunesse allemande. Lors de la fondation du mouvement, ce concept, inhérent à la jeunesse, ne relève pas spécialement d'une création allemande. À cette période, l'attention diligente accordée au bénéfice de la jeunesse constitue déjà un acquis majeur. Pour preuve, les choix des noms de clubs, tels que : la Juventus (en Italie) ; les Young Boys Berne (en Suisse), etc.  Avec le temps, la DJK élargit sensiblement son concept : ses critères électifs (force, endurance, énergie vitale, etc.) incluent désormais bien d'autres facteurs et attributs complémentaires que ceux circonscrits jusqu'alors à une population relativement jeune.  

## Histoire

### Après 1914
En 1920, le mouvement DJK est créé, à Wurtzbourg, sous l'impulsion de Mgr Carl Mosterts. En 1927, son adhésion à l'Fédération internationale catholique d'éducation physique et sportive (UIOCEP) est enfin acceptée, à la suite de la ratification du traité de Locarno. Mais dès 1933, après l'arrivée au pouvoir des nazis, les premiers clubs affiliés au mouvement sont interdits et dissous. Cette mesure s'applique également aux ligues travaillistes d'obédience communiste et socialiste telles que l'Arbeiter-Turn-und Sportbund (ATSB). Le 1er juillet 1934, le Reichsführer de la DJK, Adalbert Probst, est arrêté par la Gestapo et fusillé le lendemain. En 1935, toute l'organisation sportive passe sous le contrôle des nazis. Comme d'autres organisations confessionnelles, la DJK est interdite. Seules les Jeunesses hitlériennes ont droit de cité.

### Après 1945
En 1945, tous les clubs et associations allemands sont dissous par les alliés. La structure sportive se remet en place, mais chacun tend alors à prêcher pour sa propre paroisse : la cohésion n'est plus de mise. En 1947, la DJK est refondée en tant qu'organisation faîtière du sport catholique sous la dénomination de Verband für Sportpflege in katholischer Gemeinschaft. Cependant, cette organisation est secouée par des litiges internes opposant différents courants contradictoires. Deux ailes s'affrontent : l'une (la DJK Zentralverband) préconise un mouvement purement catholique tandis que l'autre (la DJK Hauptverband) souhaite instaurer une organisation idéologiquement neutre. 
En 1950, Mgr Ludwig Wolker apporte une contribution essentielle à la restructuration et à la modernisation du sport allemand ; à cet effet, il fonde la Deutschen Sportbundes (DSB). En 1961, les désaccords précités s'atténuent lorsque les fédérations de la DJK (DJK-Verbände) rejoignent leurs homologues des sports masculins. En 1970, la DJK avalise le regroupement des activités masculines et féminines au sein d'un même club. Les associations sont réparties entre associations nationales et diocésaines. De nos jours, la DJK-Sportverband se positionne comme lien entre l’Église et le sport. La vie et le message du Christ sont placés dans une orientation plus proche de l'homme par la pratique du sport.

## Organisation
Le siège de la DJK-Sportverband se trouve à Düsseldorf. À l'instar de la fédération juive Makkabi Deutschland, elle est membre de la Deutschen Olympischen Sportbund. Elle est également membre de la Fédération internationale catholique d'éducation physique et sportive (FICEP). La DJK-Sportjugend incarne la partie responsable du sport de la jeunesse, au sein de la DJK-Sportverband. Elle est donc aussi membre associé de la Deutschen Sportjugend et de la Bund der Deutschen Katholischen Jugend (BDKJ). Elle compte plus de 1 200 clubs ou associations, pour un total de près de 530 000 membres, parmi lesquels figurent des jeunes ou jeunes adultes. Individuellement, les clubs sont aussi membres des fédérations nationales de leur(s) sport(s). Tous les deux ans, elle décerne le DJK-Ethik-Preis des Sports.

## Championnats
Les clubs de la DJK sont intégrés aux compétitions des fédérations nationales et régionales. Par exemple : un club de football de la DJK est affilié d’office à la DFB. Depuis sa création, la DJK a été l'instigatrice de plusieurs championnats à son effigie.

### Football
- 1921 : DJK Katernberg - DJK Ludwigshafen (3-2) après prolongations ;
- 1924 : DJK Katernberg - DJK Sparta Bürgel (4-2) le 23 août à Francfort-sur-le-Main, arbitre : Verteegen ( Pays-Bas) ;
- 1927 : DJK Sparta Nürnberg - DJK TuS 08 Homberg-Hochheide (6-1) le 6 juillet à Cologne devant 40 000 spectateurs), arbitre : Verteegen ( Pays-Bas) ;
- 1932 : DJK Sparta Nürnberg - DJK Adler Frintrop (5-2) le 23 juillet à Dortmund devant 35 000 spectateurs.

### Handbal
- 1921 : DJK Frankfurt-Sachsenhausen
- 1924 : DJK Frankfurt-Sachsenhausen
- 1927 : DJK Bergfried-Graefrath
- 1932 : DJK Mülheim-Styrum

À diverses reprises, la DJK aligne sa propre équipe nationale qui joue des rencontres amicales contre une équipe homologue des Pays-Bas.

## Fête nationale des sports
Depuis les années 1950, la DJK organise une fête nationale des sports (Bundesfest des Sports) :
- 1950 : Koblenz
- 1953 : Schweinfurt
- 1957 : Paderborn
- 1961 : Nürnberg (Nuremberg)
- 1965 : Düsseldorf
- 1969 : Augsburg
- 1973 : Münster
- 1977 : Mainz (Mayence)
- 1981 : Mönchengladbach
- 1985 : Ingolstadt
- 1989 : Dortmund
- 1993 : Bamberg
- 1997 : Düsseldorf (Thème : Sport und mehr – Sport et plus)
- 2001 : Koblenz (Coblence) (Thème : Begegnung braucht Bewegung – Bouger satisfait les besoins)
- 2005 : Münster (Thème : Sport bewegt Menschen – Le sport rassemble les gens)
- 2010 : Krefeld (Thème : Feuer und Flamme – Feu et Flamme)